# Bastiglia
Bastiglia is een gemeente in de Italiaanse provincie Modena (regio Emilia-Romagna) en telt 3555 inwoners (31-12-2004). De oppervlakte bedraagt 10,5 km², de bevolkingsdichtheid is 335 inwoners per km².
De volgende frazioni maken deel uit van de gemeente: San Clemente.

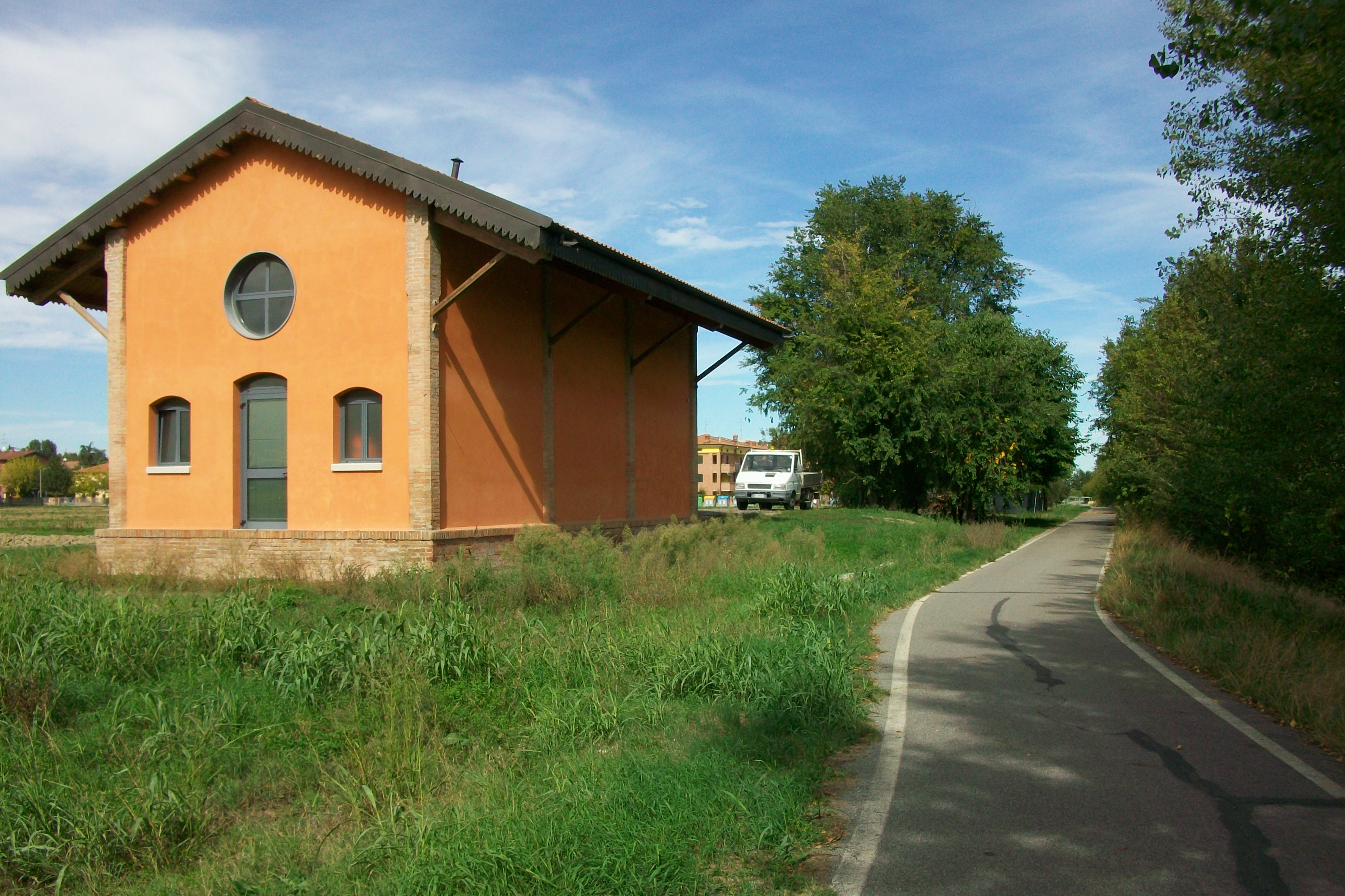
Station
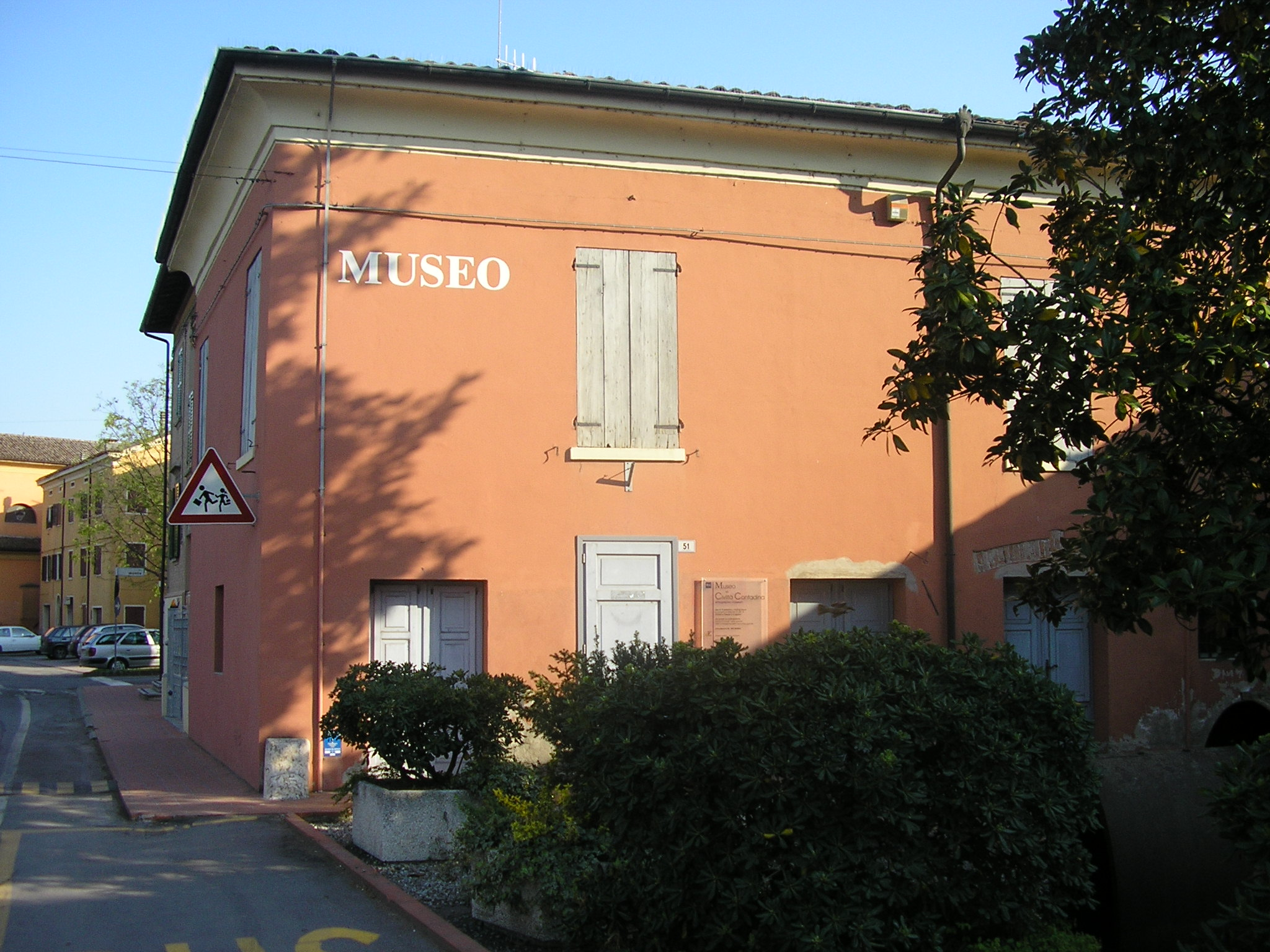
Museum

## Demografie
Bastiglia telt ongeveer 1419 huishoudens. Het aantal inwoners steeg in de periode 1991-2001 met 47,6% volgens cijfers uit de tienjaarlijkse volkstellingen van ISTAT.
| Jaar | Inwoneraantal |
| ---- | ------------- |
| 1991 | 2276          |
| 2001 | 3359          |

## Geografie
De gemeente ligt op ongeveer 27 m boven zeeniveau.
Bastiglia grenst aan de volgende gemeenten: Bomporto, Modena, Soliera.